# Mantura obtusata
Mantura obtusata är en skalbaggsart som först beskrevs av Leonard Gyllenhaal 1813.  Mantura obtusata ingår i släktet Mantura, och familjen bladbaggar. Enligt den svenska rödlistan är arten nära hotad i Sverige. Arten förekommer i Götaland, Svealand och Nedre Norrland. Artens livsmiljö är våtmarker, jordbrukslandskap.